# Luke O'Nien
Luke Terry O'Nien (Hemel Hempstead, 21 novembre 1994) è un calciatore inglese, difensore o centrocampista del Sunderland.

## Statistiche

### Presenze e reti nei club
Statistiche aggiornate al 26 novembre 2023.
| Stagione                 | Squadra                  | Campionato               | Campionato | Campionato | Coppe nazionali | Coppe nazionali | Coppe nazionali | Coppe continentali | Coppe continentali | Coppe continentali | Altre coppe | Altre coppe | Altre coppe | Totale | Totale |
| Stagione                 | Squadra                  | Comp                     | Pres       | Reti       | Comp            | Pres            | Reti            | Comp               | Pres               | Reti               | Comp        | Pres        | Reti        | Pres   | Reti   |
| ------------------------ | ------------------------ | ------------------------ | ---------- | ---------- | --------------- | --------------- | --------------- | ------------------ | ------------------ | ------------------ | ----------- | ----------- | ----------- | ------ | ------ |
| 2013-2014                | Watford                  | FLC                      | 1          | 0          | FACup+CdL       | 0+0             | 0               | -                  | -                  | -                  | -           | -           | -           | 1      | 0      |
| 2014-2015                | Wealdstone               | CL                       | 36         | 4          | -               | -               | -               | -                  | -                  | -                  | -           | -           | -           | 36     | 4      |
| 2015-2016                | Wycombe                  | FL2                      | 35         | 5          | FACup+CdL       | 4+0             | 0               | -                  | -                  | -                  | EFLT        | 1           | 0           | 40     | 5      |
| 2016-2017                | Wycombe                  | FL2                      | 31         | 3          | FACup+CdL       | 4+0             | 0               | -                  | -                  | -                  | EFLT        | 4           | 0           | 39     | 3      |
| 2017-2018                | Wycombe                  | FL2                      | 35         | 8          | FACup+CdL       | 2+0             | 1+0             | -                  | -                  | -                  | EFLT        | 3           | 0           | 40     | 9      |
| Totale Wycombe Wanderers | Totale Wycombe Wanderers | Totale Wycombe Wanderers | 101        | 16         |                 | 10              | 1               |                    | -                  | -                  |             | 8           | 0           | 119    | 17     |
| 2018-2019                | Sunderland               | FL1                      | 37+3       | 5          | FACup+CdL       | 3+1             | 0               | -                  | -                  | -                  | EFLT        | 8           | 0           | 52     | 5      |
| 2019-2020                | Sunderland               | FL1                      | 35         | 4          | FACup+CdL       | 2+4             | 0               | -                  | -                  | -                  | EFLT        | 2           | 0           | 43     | 4      |
| 2020-2021                | Sunderland               | FL1                      | 38+2       | 2          | FACup+CdL       | 0+1             | 0               | -                  | -                  | -                  | EFLT        | 4           | 0           | 45     | 2      |
| 2021-2022                | Sunderland               | FL1                      | 26+3       | 3          | FACup+CdL       | 1+3             | 0+1             | -                  | -                  | -                  | EFLT        | 2           | 0           | 35     | 4      |
| 2022-2023                | Sunderland               | FLC                      | 41+2       | 2          | FACup+CdL       | 2+1             | 1+0             | -                  | -                  | -                  | -           | -           | -           | 46     | 3      |
| 2023-2024                | Sunderland               | FLC                      | 16         | 0          | FACup+CdL       | 0+0             | 0               | -                  | -                  | -                  | -           | -           | -           | 16     | 0      |
| Totale Sunderland        | Totale Sunderland        | Totale Sunderland        | 193+8      | 16         |                 | 18              | 2               |                    | -                  | -                  |             | 16          | 0           | 236    | 18     |
| Totale carriera          | Totale carriera          | Totale carriera          | 331+8      | 36         |                 | 28              | 3               |                    | -                  | -                  |             | 24          | 0           | 392    | 39     |

## Palmarès

### Club

#### Competizioni nazionali
- English Football League Trophy: 1

Sunderland: 2020-2021